# شین جه هو
شین جه هو (انگلیسی: Shin Jai-ho؛ زادهٔ ۱۹۷۷) کارگردان فیلم و فیلم‌نامه‌نویس اهل کره جنوبی است.